# Tunuk-Suu
Tunuk-Suu (kirgisisch Тунук-Суу) ist ein Dorf in Kirgisistan mit – Stand 2021 – 256 Einwohnern.

## Geographie
Das Dorf liegt im Rajon Batken des Oblus Batken. Es ist der Landgemeinde Daryja untergeordnet. Es liegt 59 Kilometer von Batken entfernt am Fluss Soch. Das nächstgelegene Dorf ist Kan.

## Bevölkerung
| Jahr | Einwohner |
| ---- | --------- |
| 2002 | 206       |
| 2009 | 217       |
| 2021 | 256       |